# Oreocnemis
Oreocnemis é um género de libelinha da família Platycnemididae..
Este género contém as seguintes espécies:
- Oreocnemis phoenix